# Grönvingad ara
Grönvingad ara (Ara chloropterus) är en sydamerikansk papegoja i släktet aror.

## Utseende
Grönvingad ara är cirka 90 centimeter lång och har huvudsakligen röd fjäderdräkt. Den är mycket lik den röda aran (Ara macao) till utseendet, men saknar det markanta gula inslaget i fjäderdräkten som den ljusröda aran har. Ansiktet är vitt med små röda fjäderstreck. Vingarna är blå och de mittre vingtäckarna gröna. De övre stjärttäckfjädrarna är blåaktiga, stjärtfjädrarna röda och vid spetsen blå. Överdelen av näbben är elfenbensfärgad med mörkare näbb med svart kant, underdelen svart. Fötterna är grå. Iris är ljusgrå till elfenbensfärgad.

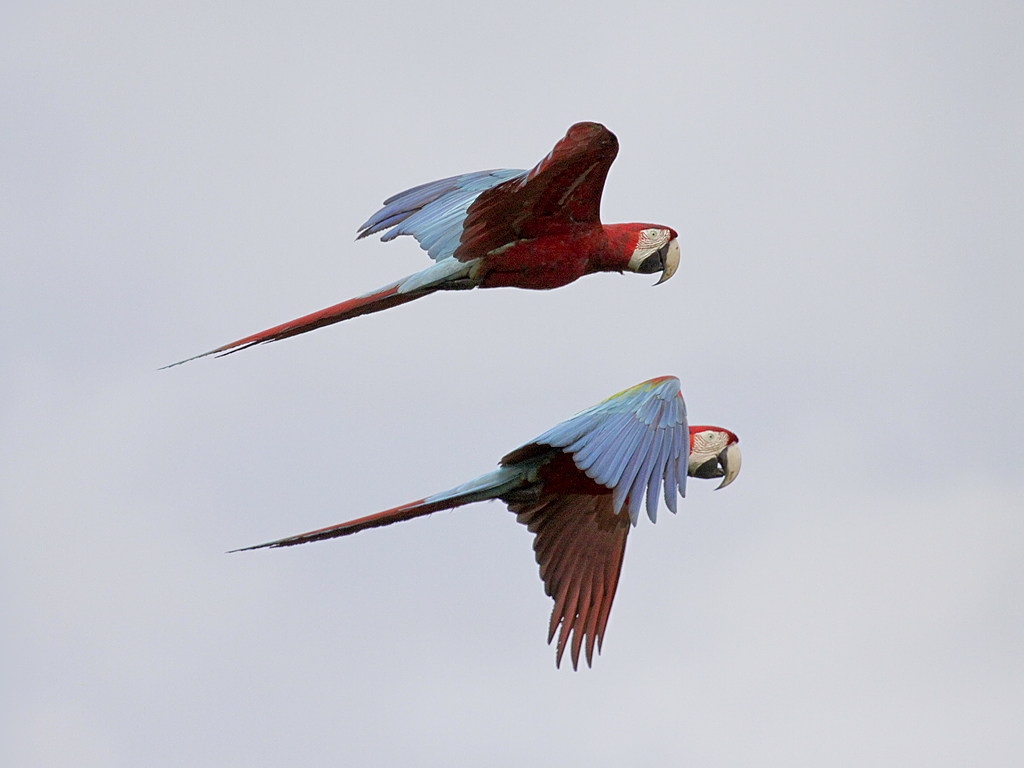
Grönvingad ara i flykten.

## Utbredning
Grönvingad ara lever i stora delar av Sydamerika där den förekommer i Brasilien, förutom längst i öster och söder, norra Paraguay, östra Bolivia, östra Peru, östra Colombia och i norr upp till Panama, dessutom i södra Venezuela, Trinidad, Guyana, Surinam och Franska Guyana. Utbredningsområdet är ungefär detsamma som för blågul ara. Arten är dessutom införd till Puerto Rico.

## Ekologi

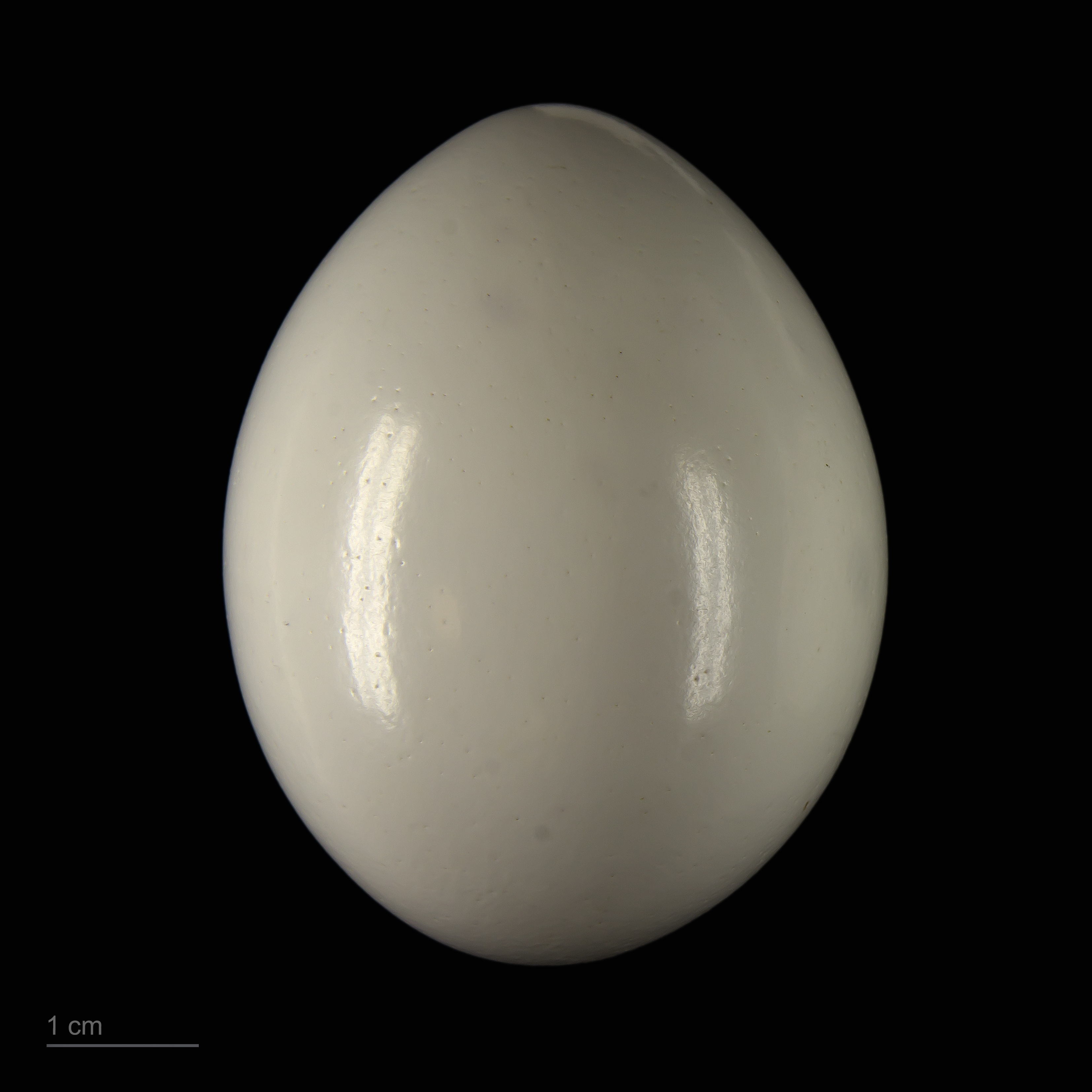
Ara chloropterus

Grönvingad ara förekommer i tropiska lågländer vid floder och skogsbryn. Häckningssäsongen varierar från slutet av november i den södra delen till februari-mars i den norra delen av utbredningsområdet. Den lägger vanligen upp till tre ägg, som ruvas i omkring 28 dagar. Efter 90 till 100 dagar lämnar ungarna boet. Den lever av frukter och nötter.

## Status och hot
Arten har ett stort utbredningsområde och en stor population, men tros minska i antal, dock inte tillräckligt kraftigt för att den ska betraktas som hotad. Internationella naturvårdsunionen IUCN kategoriserar därför arten som livskraftig (LC). Världspopulationen har inte uppskattats, men den beskrivs som relativt vanligt.